# MaKeT
MaKeT（マケット）とは建築家・谷尻誠が中心となりデザイン・設計を行う、家具のDIYキットを販売するインターネット通販サイト。

## 概要
「DIY（自分でつくる）」を基本コンセプトとして、家具の制作を通して『ものづくりの「楽しさ」「満足感」「つくったものへの愛着」を持ってもらう』ことを目的に、制作に必要な部材やネジなどを一式としてセットで販売している。それぞれの家具は谷尻誠を中心としたプロのデザイナーが設計しており、デザイン性の高い家具でありながら、木材加工などの専門技術を持たない初心者や、女性でも組立が可能なシンプルなデザインとしている。

## 特徴
事前にカットされた木材に加え、必要なネジ等のパーツや組立説明書を一式で「キット」してセット販売を行っている為、ホームセンターなどの専門店で部材や工具を揃える手間が掛からず、商品が到着してすぐに組立が開始できる。それぞれの家具キットには保証サービスが付与されており、購入時から30日以内であれば、購入者が組立の際に破損した部材を無償で交換するサービスも行っている。またオプションとして、初心者向けの難度の高い木材加工の有償サービスや、組立に必要な工具やペンキ、ワックスなどの同時購入も可能となっている。
会員登録を行うと、購入の有無に問わず全ての家具の設計図が無料でダウンロードが可能。設計図はオープンソースとなっており、家具デザインの改変、再配布も推奨している（設計図はクリエイティブ・コモンズによってライセンス管理されている）。